# Ansó
Ansó ist eine spanische Gemeinde in der Provinz Huesca im äußersten Nordwesten der Autonomen Gemeinschaft Aragonien in der Comarca Jacetania. Sie liegt im Tal des von Norden nach Süden fließenden Río Veral in den westlichen aragonesischen Pyrenäen und grenzt an Frankreich und Navarra. Zur Gemeinde gehört auch der Ort Zuriza, während das westlich gelegene kleine Fago noch eine selbstständige Gemeinde bildet. Die im Tal des Río Veral unterhalb von Ansó gelegene, heute unbewohnte Ortschaft Santa Lucía gehört schon zur Gemeinde Valle de Hecho.

## Geographie
Das langgestreckte Tal von Ansó öffnet sich nach Süden über die Schlucht Foz de Biniés zum Tal des Aragón. Es steht über eine Passstraße mit dem westlich benachbarten Roncal-Tal in Navarra und über eine weitere Passstraße mit Hecho in der Gemeinde Valle de Hecho im Tal des Aragón Subordán im Osten in Verbindung. Der höchste Berg im Gemeindegebiet ist der Peña Forca (2.391 m).

## Geschichte
Der Ort wurde im Jahr 1272 mit verschiedenen königlichen Privilegien ausgestattet. 1375 kam es zu einem Schiedsspruch über Weiderechte zwischen den benachbarten Gebieten des Béarn und des Roncal-Tals in Navarra, der zu einer bis heute bestehenden Abgabe von drei Kühen (Tributo de las Tres Vacas) an die Roncalesen im Austausch für die Weidenutzung führte.

## Wirtschaft
Historisch war die Viehzucht in Form der Transhumanz vorherrschend. Der Ackerbau ist durch die Höhenlage des Orts beeinträchtigt. In Ansó hatte früher auch die Holzverarbeitung Bedeutung.
Arbeitsemigration ("emigración golondrina") führte Arbeiterinnen in die Fabrikation von Espadrilles nach Mauléon-Licharre in Frankreich.
Der Tourismus hat in jüngerer Zeit Bedeutung gewonnen. Im äußersten Nordwesten der Gemeinde befinden sich die Skilanglaufpisten von Linza.

## Politik
| Sitzverteilung im Gemeinderat |      |      |      |      |
| Partei                        | 2003 | 2007 | 2011 | 2015 |
| PSOE de Aragón                | -    | 4    | 4    | -    |
| PAR                           | -    | 3    | 3    | -    |
| CHA                           | 7    |      |      |      |
| Total                         | 7    | 7    | 7    | 7    |

Quelle: Spanisches Innenministerium

## Sprachliche Situation
In der Gemeinde wird neben dem Spanischen (castellano) das Ansotano, eine Variante der aragonesischen Sprache, gesprochen.

## Bevölkerungsentwicklung
| 1900  | 1910  | 1920 | 1930  | 1940 | 1950 | 1960 | 1970 | 1981 | 1991 | 1996 | 2001 | 2005 | 2009 |
| ----- | ----- | ---- | ----- | ---- | ---- | ---- | ---- | ---- | ---- | ---- | ---- | ---- | ---- |
| 1.192 | 1.136 | 950  | 1.078 | 957  | 992  | 831  | 682  | 486  | 426  | 509  | 533  | 525  | 497  |

## Sehenswürdigkeiten

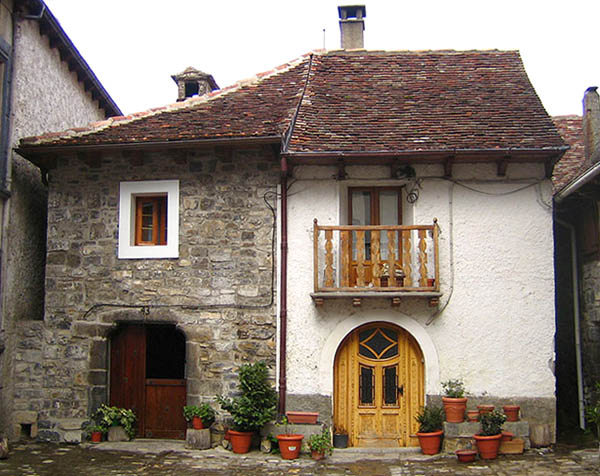
Typische Häuser

- Die besondere Architektur des Orts mit engen, „arteas“ genannte Durchgängen zwischen den Häusern.
- Die Pfarrkirche San Pedro, ein gotischer Wehrbau aus dem 16. Jahrhundert mit einem Barockaltar und einer in Frankreich gebauten Orgel aus dem 18. Jahrhundert und einem ethnologischen Museum.
- Ein mittelalterlicher Turm, in dem die Königin Blanche II. gefangen gehalten worden sein sollte.

## Gemeindepartnerschaften
- Borce in Frankreich